# Kot domowy
Kot domowy (Felis catus, również Felis silvestris catus) – udomowiony gatunek ssaka z rzędu drapieżnych z rodziny kotowatych. Koty zostały udomowione około 9500 lat temu i są obecnie najpopularniejszymi zwierzętami domowymi na świecie. Gatunek ten prawdopodobnie pochodzi od kota nubijskiego, przy czym w Europie krzyżował się ze żbikiem. Przez IUCN/SSC jest uznawany za gatunek inwazyjny.

## Historia
Przodkiem kota domowego jest kot nubijski – według poglądów większości współczesnych naukowców różnice pomiędzy kotem domowym i nubijskim są tak niewielkie, że należą one do tego samego gatunku. Istnieją rozbieżności w kwestii daty udomowienia kota. Większość źródeł sugeruje lata 4000–3700 p.n.e., a miejscem, w którym miało do tego dojść, była Nubia. Istnieją jednak dowody (grób mężczyzny z kotem z Cypru sprzed ok. 7500 r. p.n.e.), że domestykacja kota zaczęła się znacznie wcześniej (około 9500 lat temu) i trwała kilka tysięcy lat, a jej miejscem był obszar Żyznego Półksiężyca w Azji Zachodniej. Już ok. 2000 r. p.n.e. kot był pospolicie hodowany w starożytnym Egipcie, gdzie był zwierzęciem świętym, utożsamianym z boginią Bastet, a zwłoki kotów mumifikowano. Również Germanie kojarzyli go ze swoją boginią płodności Freją, która jeździła powozem zaprzężonym w te zwierzęta. Później zaczęto wykorzystywać go do tępienia gryzoni. Od momentu swego udomowienia kot stał się bohaterem licznych baśni i mitów.
Wyhodowano wiele ras kota domowego, różniących się ubarwieniem, wielkością i długością włosów; współczesne wzorce niektórych starszych ras znacznie odbiegają od ich wcześniejszych cech (jak w przypadku kotów perskich czy syjamskich).

## Wiek kota

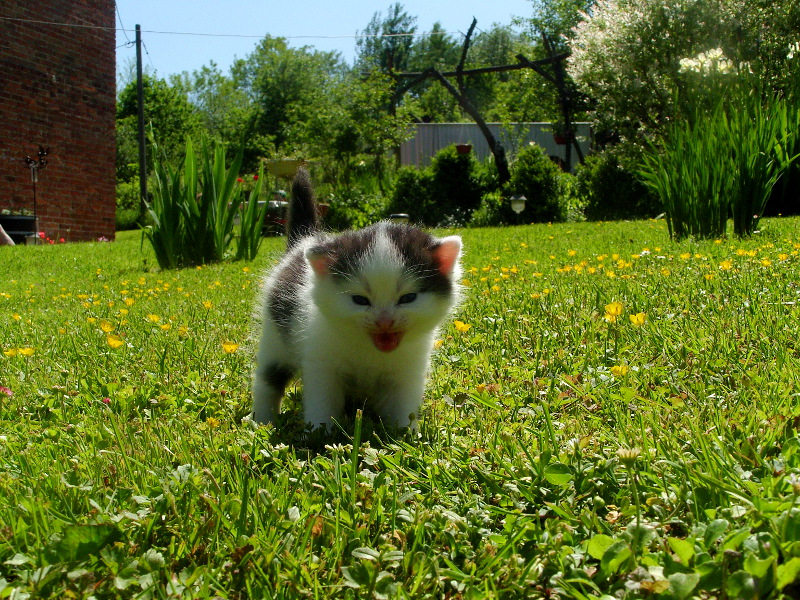
3-tygodniowa samica kota domowego

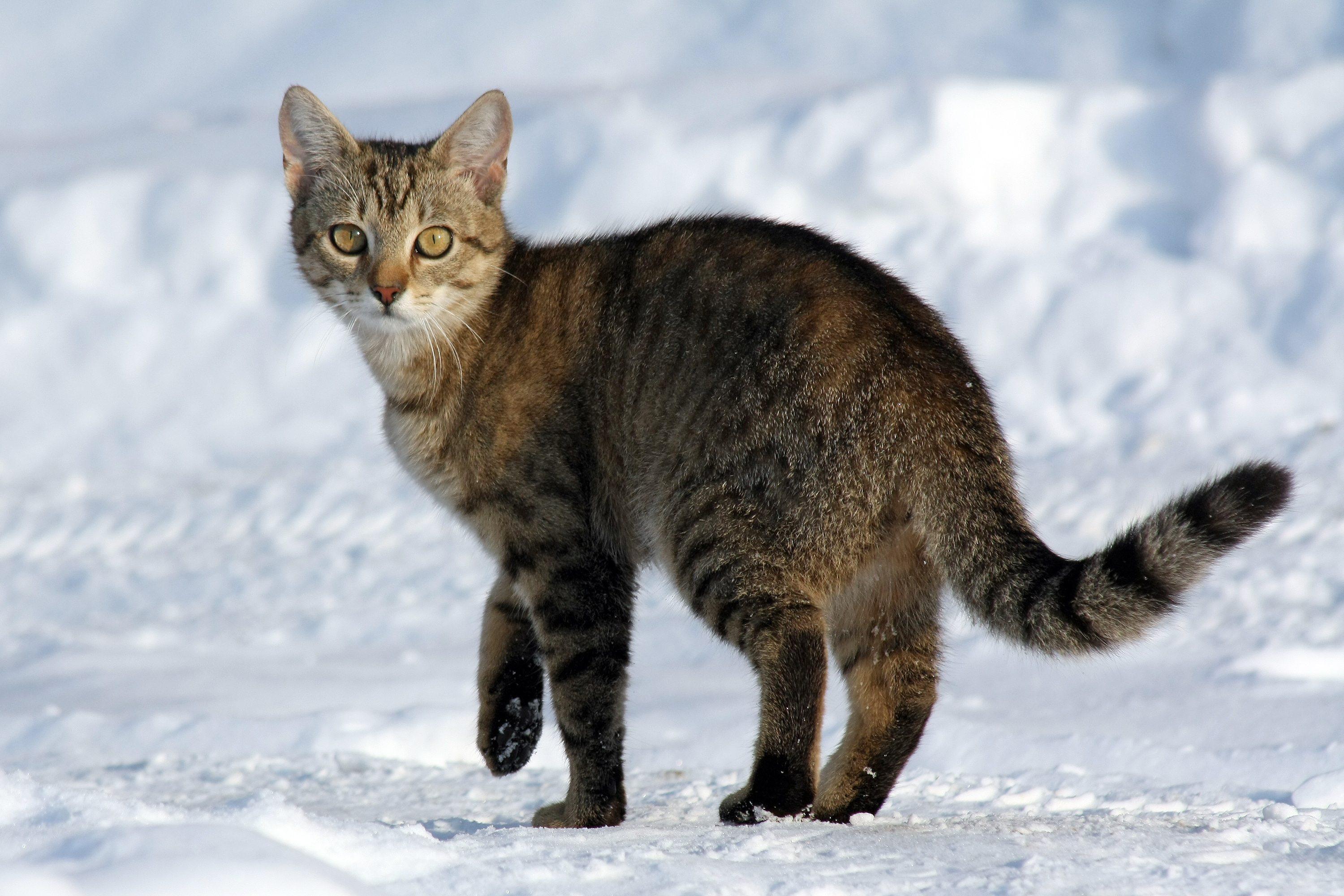
Dziesięciomiesięczna samica kota domowego

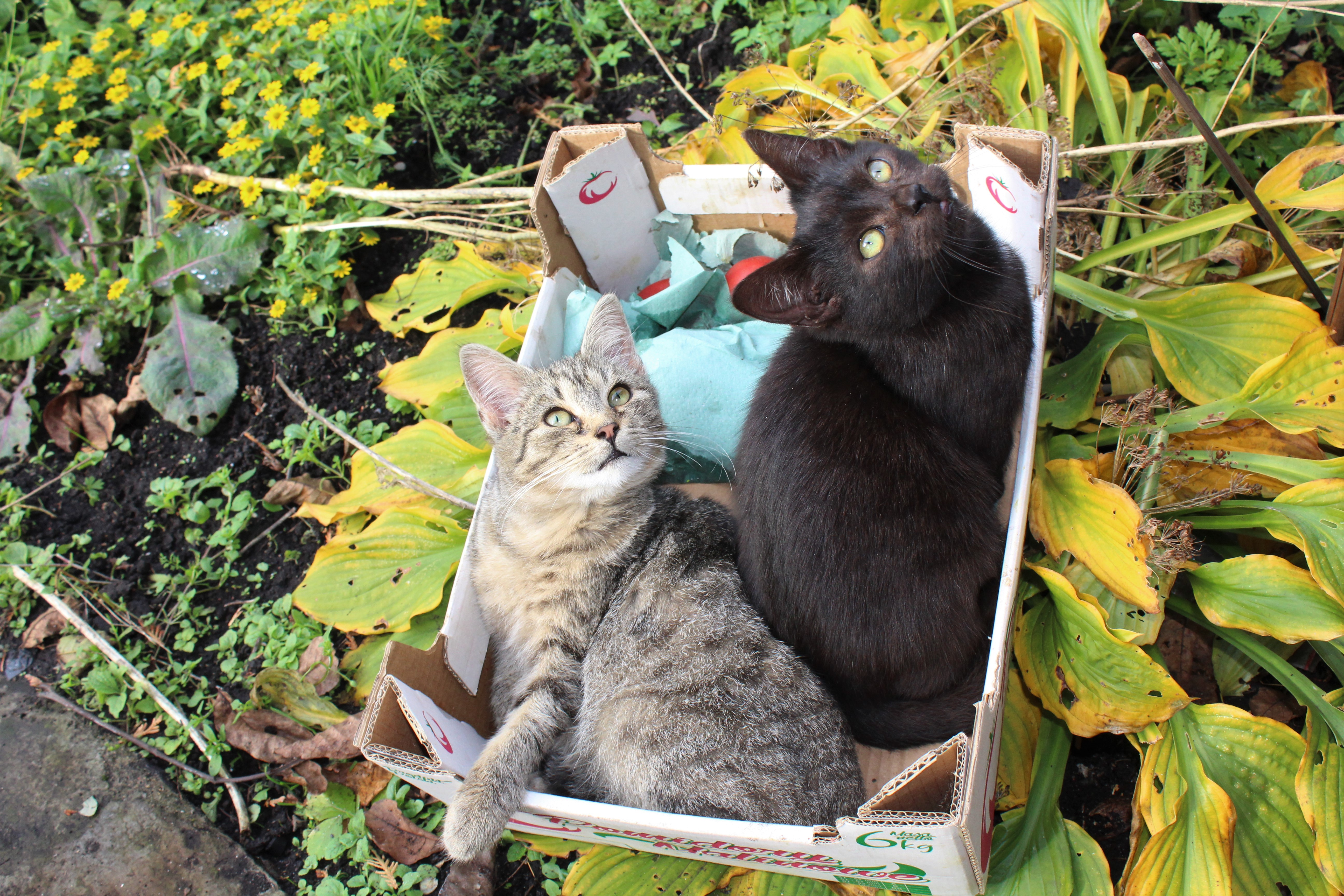
Koty żyjące na działkach

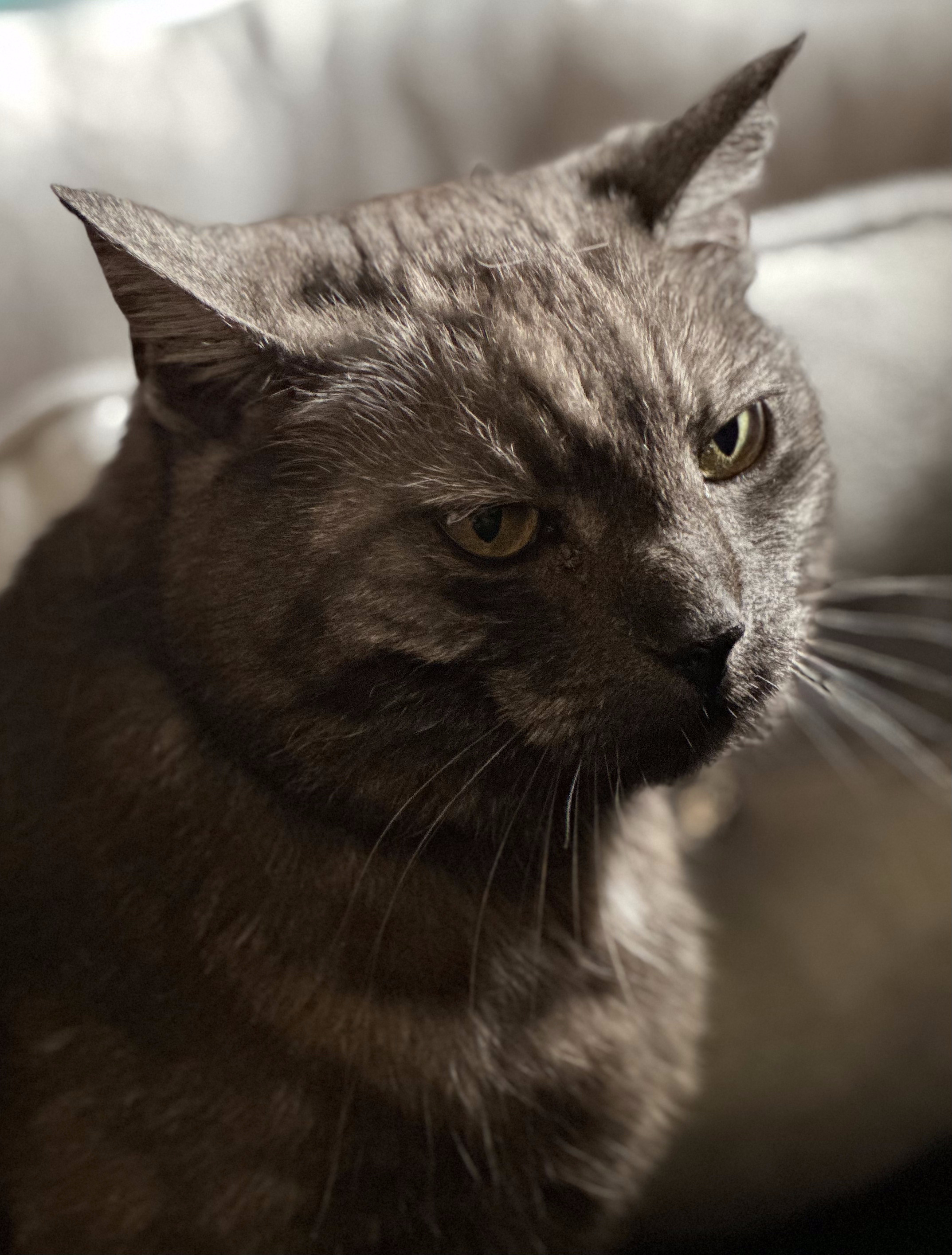
11-Letnia samica kota domowego

Koty żyjące w środowisku naturalnym dożywają średnio do 8 lat, natomiast koty trzymane w domu osiągają wiek około 14-17 lat. Na długość życia wpływa szereg czynników, takich jak: płeć, styl życia czy zwyczaje, jak i również kwestia sterylizacji lub kastracji. Najdłużej żyjącym kotem według Księgi rekordów Guinnessa była kotka imieniem Creme Puff z Teksasu (1967–2005), która przeżyła 38 lat i 3 dni.
Małe kocięta rozwijają się szybko. Stają się w pełni samodzielne w wieku od 8 do 12 tygodni i wtedy mogą trafić do nowych właścicieli. Gdy mają około 3 miesięcy, kotka przestaje się nimi interesować i zmusza je do samodzielności. W wieku około 5 miesięcy kocięta wymieniają zęby na stałe. Dzieciństwo kończy się wraz z uzyskaniem dojrzałości płciowej. W tym okresie może pojawić się pierwsza ruja, a kot zaczyna oznaczać swoje terytorium.
Wyraźne objawy starości pojawiają się zwykle po 7. roku życia: coraz częściej pojawia się kamień nazębny, słabnie wzrok, słuch i węch, stają się powolne oraz słabe. Stare koty są bardzo wrażliwe na zmiany środowiskowe i stres.

## Anatomia
Kot domowy ma okrągłą głowę, duże oczy przystosowane do widzenia w warunkach niewielkiego natężenia światła, spiczaste uszy. Posiada bardzo dobry słuch i wzrok; węch około czterokrotnie silniejszy od ludzkiego oraz dobrze wykształcony zmysł dotyku. Posiada włosy czuciowe, wydatne zwłaszcza nad górną wargą (popularnie „wąsy”), także nad oczami i na policzkach oraz po wewnętrznej stronie przednich łap. Pozbawiony opieki człowieka niekiedy ulega zdziczeniu, może też krzyżować się ze żbikiem.
Pazury kota są ostre, zakrzywione, zaopatrzone w specjalny mechanizm umożliwiający ich chowanie.
Pazury rosną przez cały czas i koty muszą je ścierać drapiąc. Drapanie jest także formą oznaczania terenu, ponieważ ścierając pazury kot pozostawia swój zapach.
Niezwykle ważnym narządem jest język. Służy nie tylko do wylizywania sierści, ale przede wszystkim pozwala pobierać pokarm oraz wodę – koci język musi być na tyle zwinny, by zdążyć, pomimo oddziałującej na wodę grawitacji, wciągnąć słup cieczy do pyska. W przypadku utraty języka zwierzę jest w stanie przeżyć zaledwie dwa, trzy dni.
Koty wykazują heterodontyzm i difiodontyzm (co jest typowe dla ssaków). Młody kot ma 26 zębów:
| Wzór zębowy | Wzór zębowy | I | C | P | M |
| ----------- | ----------- | - | - | - | - |
| 26          | =           | 3 | 1 | 3 | - |
| 26          | =           | 3 | 1 | 2 | - |

Dorosły kot ma 30 zębów: 
| Wzór zębowy | Wzór zębowy | I | C | P | M |
| ----------- | ----------- | - | - | - | - |
| 30          | =           | 3 | 1 | 3 | 1 |
| 30          | =           | 3 | 1 | 2 | 1 |

Masa ciała kota waha się od 2,5 do 7 kg. Niektóre jednak uzyskują większy ciężar, dochodzący do ok. 15 kg (np. Maine Coon oraz norweski leśny).
|  |  |  |

## Znaczenie terenu i problemy z nim związane
Koty znaczą swój teren również w domu. Znaczenie terenu polega na ocieraniu się kota o ściany, meble czy nogi właściciela, co może być odebrane jako przejaw sympatii. Kocury oprócz ocierania, po osiągnięciu dojrzałości płciowej zaznaczają teren moczem z feromonami, który ma inny, dużo bardziej intensywny zapach niż ich normalny mocz. Zapach moczu zmienia się (na „normalny”) kilka tygodni po zabiegu kastracji, zazwyczaj wykastrowane kocury w ogóle nie oznaczają terenu moczem (zdarza się to tylko gdy przed zabiegiem odruch znaczenia był bardzo utrwalony).
Nie jest prawdą, że tylko kocury znaczą moczem swój teren, zachowanie to obserwuje się również u bardzo dominujących, płodnych kotek (tzw. matki stada). Znaczenie kotek dominujących odbywa się tak samo jak u kocurów, polega na mocnym strzyknięciu moczem w pozycji stojącej.
Oprócz tego kotki w czasie rui często moczą się w różnych miejscach: zachowanie to ma na celu zwabienie partnera, i również ustępuje po kastracji.

## Fizjologia

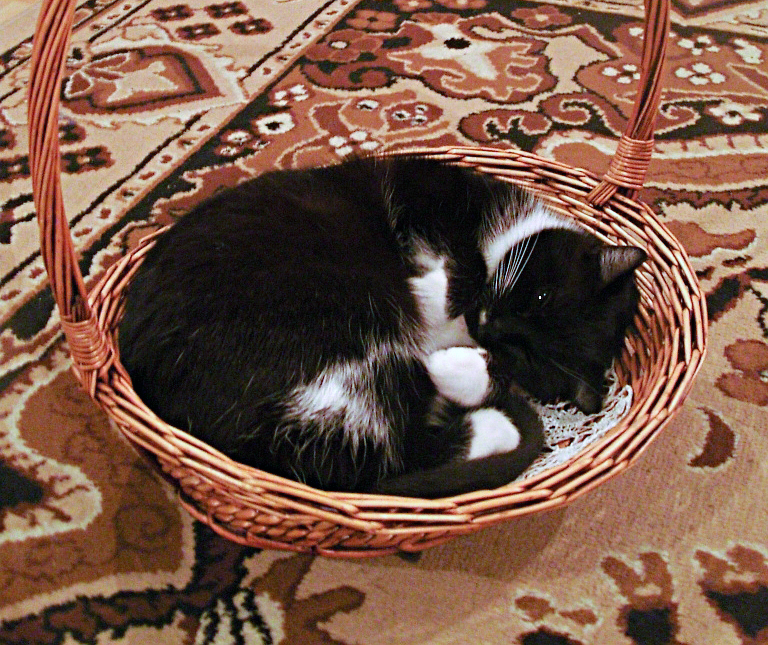
Ułożenie kota podczas snu w celu zmniejszenia utraty ciepłoty ciała

Koty są zoofagami, jednak badania wykazały, że koty potrafią efektywnie (>90%) trawić i wykorzystywać węglowodany prawie tak samo dobrze jak psy, są więc dla nich odpowiednim źródłem kalorii.
Dzienna długość snu kota jest zmienna, zwykle śpią one od 12 do 16, średnio 13–14 godzin. Niektóre koty mogą spać nawet 20 godzin w ciągu doby.
Normalna temperatura ciała kota waha się od 38 do 39 °C. Gorączka u kota występuje, gdy temperatura jego ciała przekracza 39,5 °C. Temperatura 37,5 °C oznacza hipotermię.
Serce kota w normalnych warunkach bije od 140 do 220, a podczas odpoczynku od 150 do 180 uderzeń na minutę.

### Rozmnażanie

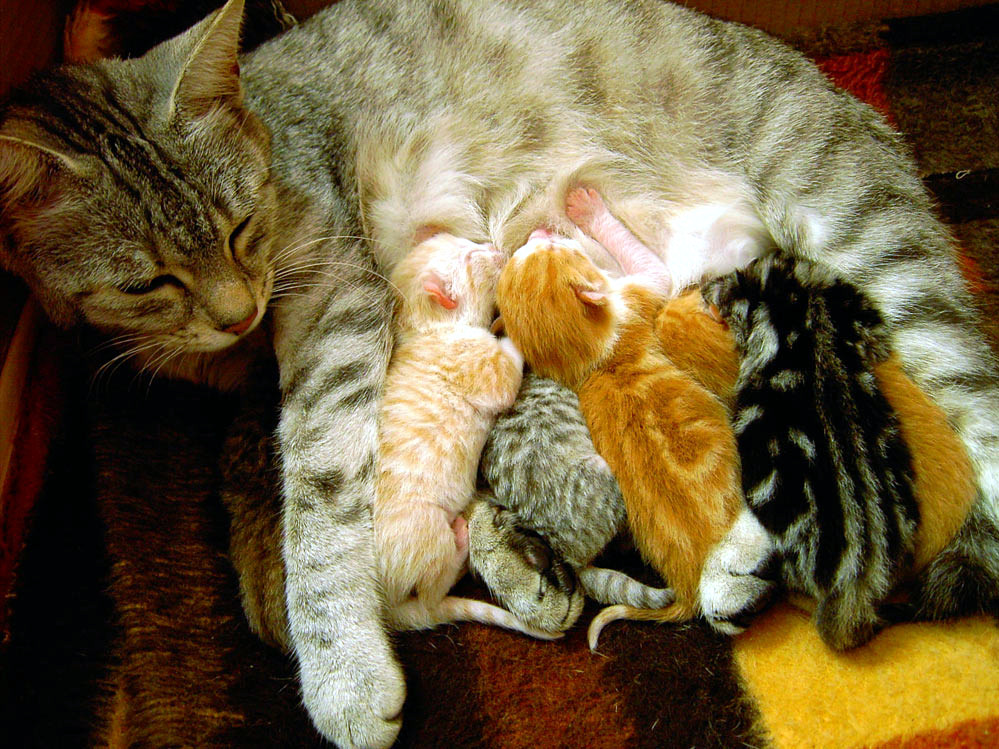
Kotka karmiąca młode

Koty rozmnażają się płciowo, zapłodnienie jest wewnętrzne. Okres rui trwa od 5 do 6 dni. W ciągu roku kotka wchodzi w niego od 2 do 4 razy. Okres aktywności płciowej (estrus) objawia się wzmożonym pozostawianiem śladów zapachowych (np. znaczenie terenu moczem) i częstym miauczeniem. Okres braku aktywności płciowej (anestrus) trwa około 8 tygodni. Czasem zdarza się, że kotka wchodzi w fazę przedrujową (proestrus) wkrótce po porodzie.
Cykl rozrodczy trwa u kotki 2–3 tygodnie. Uwolnienie komórki jajowej (owulacja) wywoływane jest przez stymulację receptorów bólu u samicy podczas kopulacji dzięki zrogowaciałym wyrostkom na prąciu samca (charakterystyczne krzyki kotki to m.in. efekt bólu odczuwanego przez samicę). Jeżeli dojdzie do owulacji wytwarzany jest hormon uwalniający kilka komórek jajowych. Przy braku kopulacji komórka jajowa nie jest uwalniana i obumiera.
Po owulacji komórki osłonki pęcherzyka jajnikowego przekształcają się w przejściowy narząd dokrewny, położony na powierzchni jajnika, który zaczyna produkować progesteron. Po kilku dniach od owulacji zapłodnione komórki jajowe przemieszczają się do macicy. Ciąża trwa zwykle 65–66 dni. W przypadku owulacji zakończonej brakiem zapłodnienia w organizmie powstają hormony identyczne jak podczas ciąży, co skutkuje tzw. ciążą rzekomą, która trwa 30–40 dni i prawdopodobnie ma ochronić kotkę przed skutkiem wyczerpujących i powtarzających się cykli rujowych.
Ciąża kończy się narodzinami od 1 do 8 (przeważnie 3–5) kociąt. Ponieważ kotka może odbyć stosunki z wieloma samcami w ciągu rui, kocięta z jednego miotu mogą mieć kilku ojców. Gdy kotka urodzi kocięta choćby o 10 dni wcześniej, jest duże prawdopodobieństwo, że małe kociaki nie przeżyją. Po urodzeniu kocięta przez 7 do 14 dni są zupełnie ślepe, dopiero potem otwierają oczy (nie jednocześnie, np. jedno w 9. dniu, a drugie w 11.). Kocięta są karmione mlekiem matki przez 13 tygodni, chociaż zdarzają się przypadki kiedy są one karmione znacznie dłużej.
Kocięta powinny pozostać z matką i rodzeństwem przez minimum 12 tygodni. Z punktu widzenia behawioru i rozwoju społecznego zaleca się, by kocię z matką pozostało przez 14–16 tygodni. Zbyt wczesne odłączenie kociąt od matki może skutkować problemami z układem odpornościowym (podatność na występowania chorób), ze spożywaniem posiłków oraz wydalaniem (pozostawianie moczu i kału poza kuwetą), trudnościami z zachowaniami socjalizacyjnymi (porozumiewanie się kota z innymi zwierzętami i człowiekiem), oraz zaburzeniami obsesyjno-kompulsywnymi.

## Zachowanie, pielęgnacja i opieka nad kotem

### Wędrówki

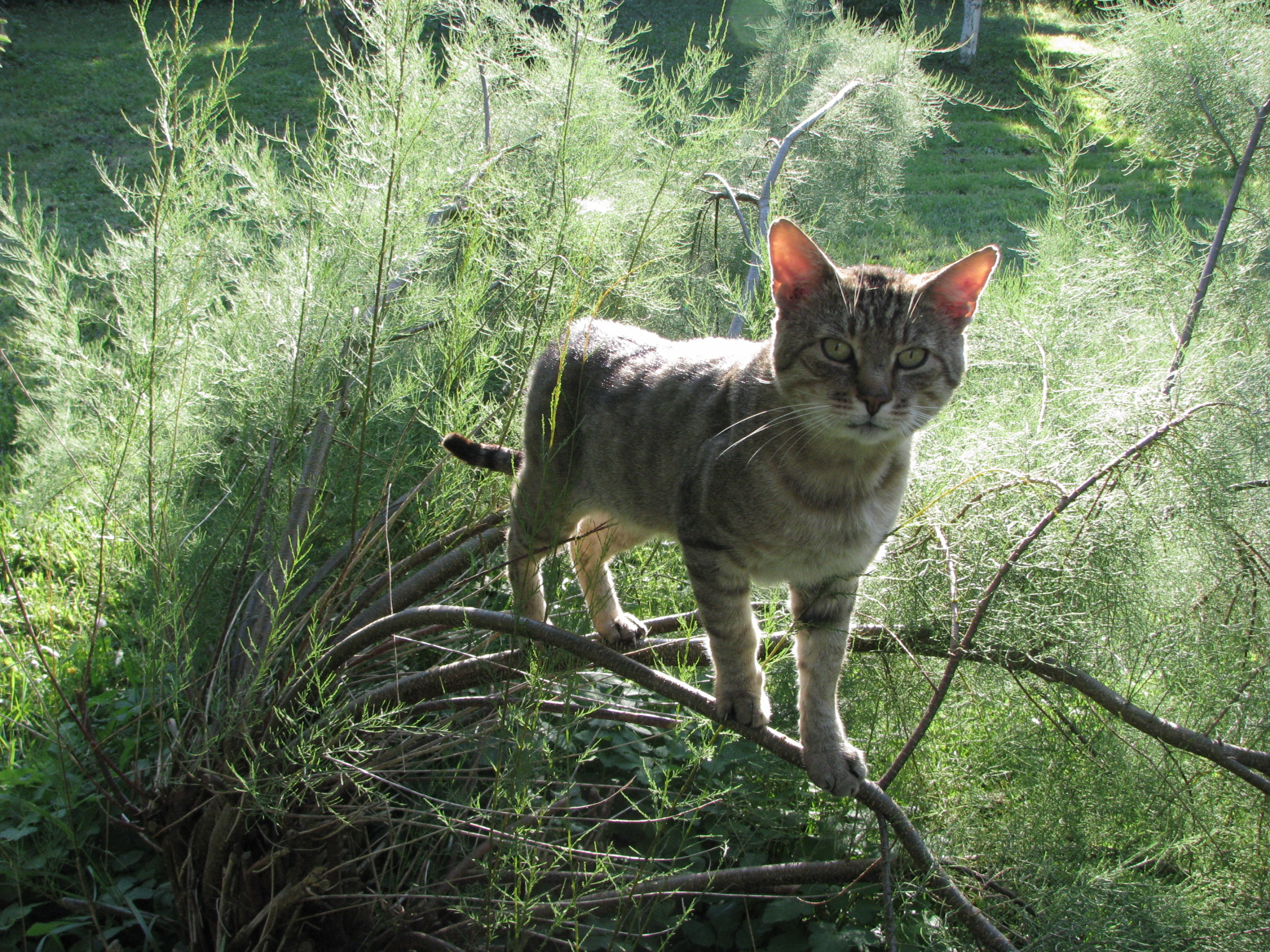
Kot domowy w terenie

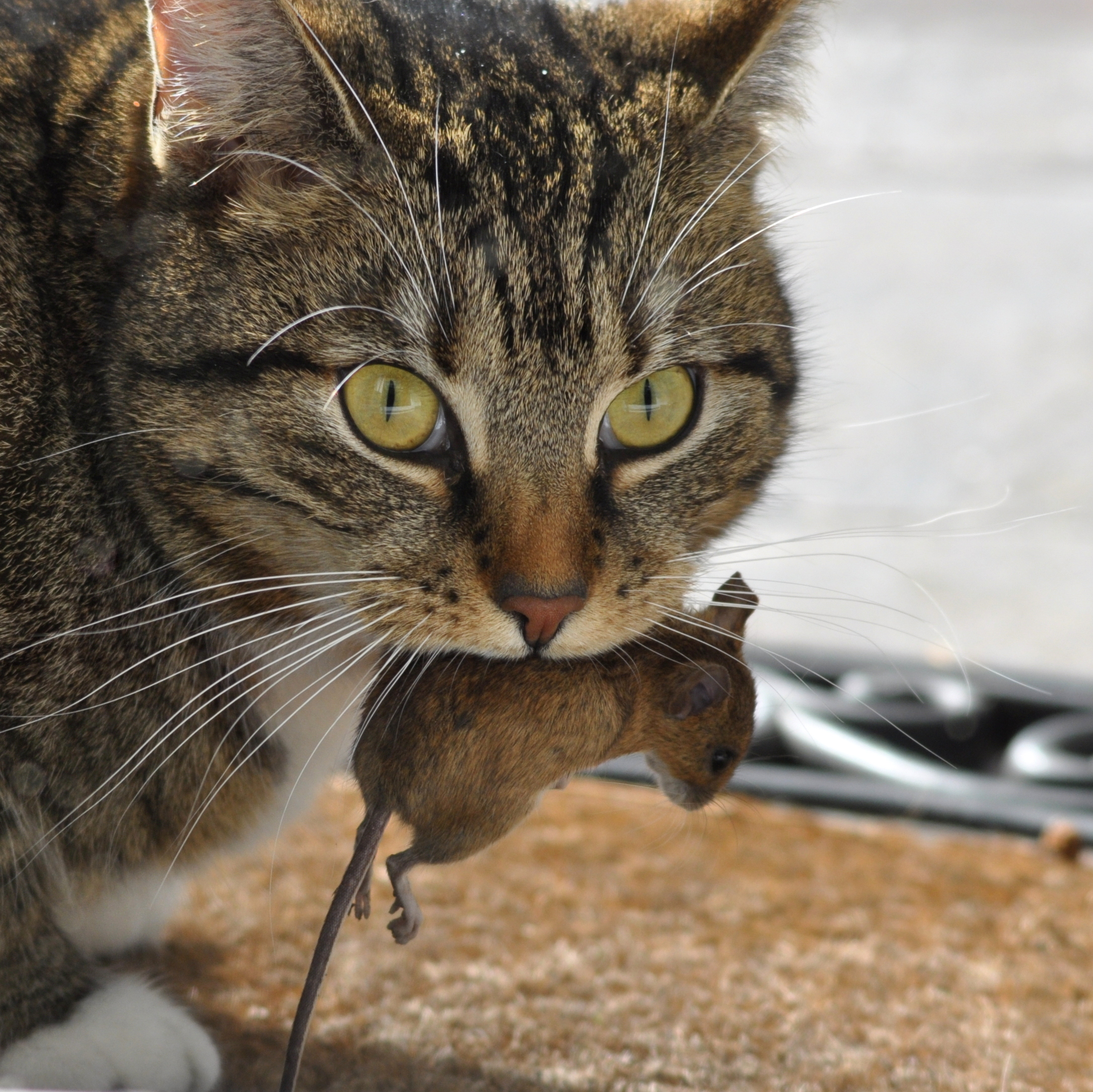
Z upolowaną myszą

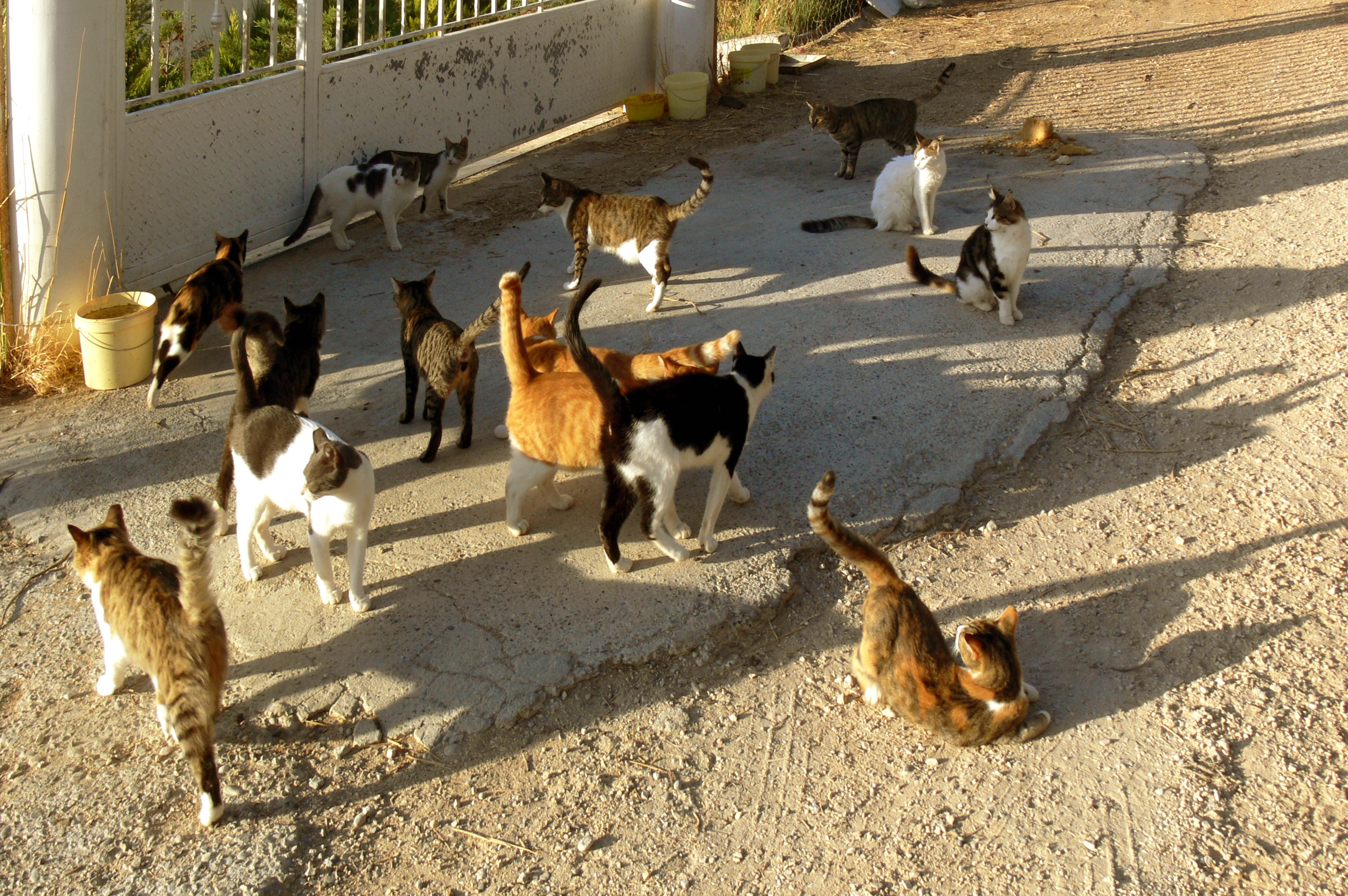
Półdzikie koty na wyspie Rodos

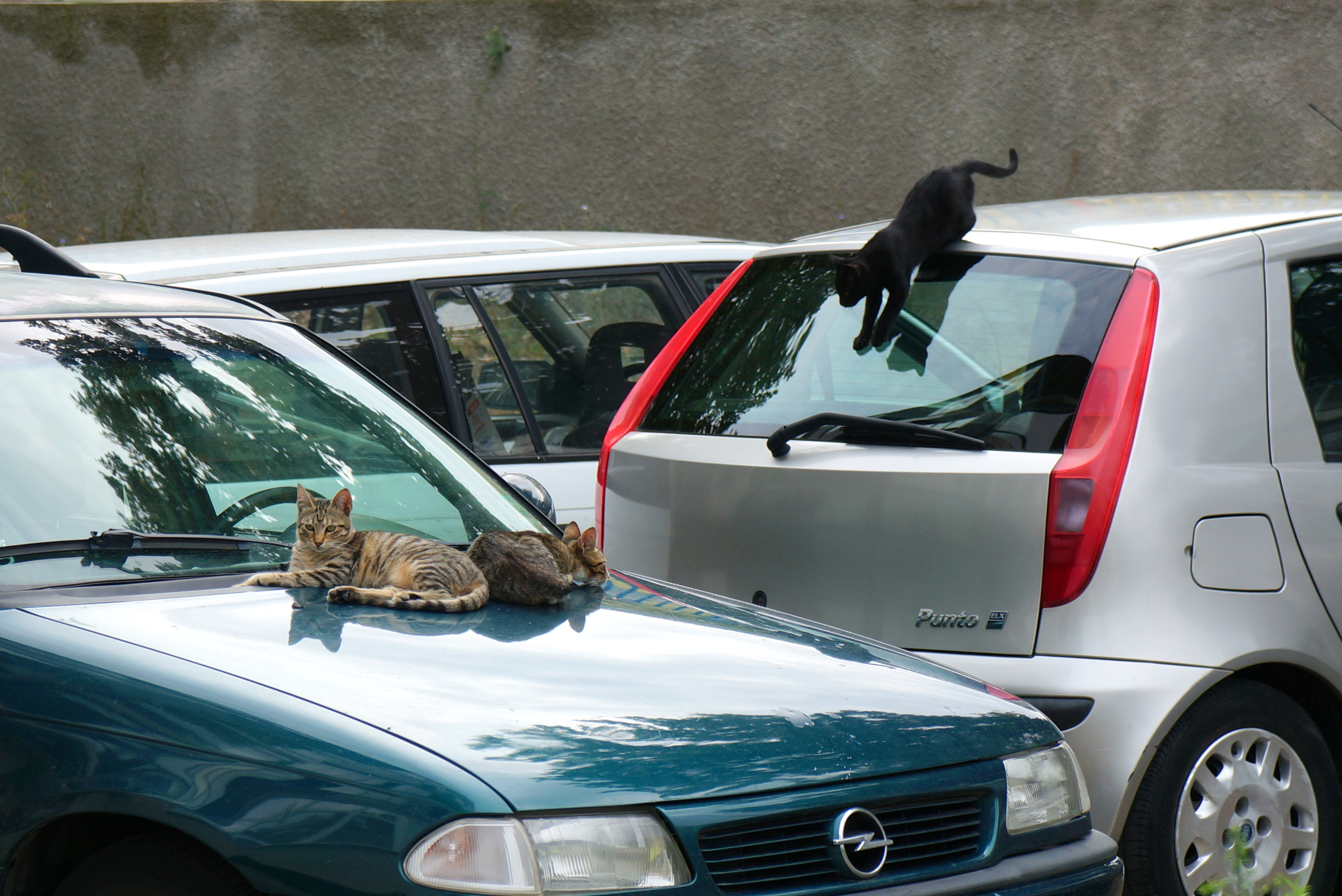
Bezdomne koty domowe, żyjące w mieście

Badania prowadzone przez naukowców z University of Illinois at Urbana-Champaign z użyciem nadajników radiowych pozwoliły stwierdzić, jak koty mieszkające z ludźmi i zdziczałe zachowują się w terenie. Stwierdzono, że:
| cecha                                                   | kot mieszkający z ludźmi | kot zdziczały |
| ------------------------------------------------------- | ------------------------ | ------------- |
| część czasu poświęcona na wypoczynek                    | 80%                      | 62%           |
| część czasu poświęcona na małą aktywność (higiena)      | 17%                      | 24%           |
| część czasu poświęcona na większą aktywność (polowanie) | 3%                       | 14%           |
| obszar wędrówek                                         | 0,3 km²                  | 5,5 km²       |
| liczba badanych osobników                               | 18                       | 24            |

### Emocje[25]
Stan emocjonalny kota można odczytać, obserwując jego zachowanie.
Ogon kota oprócz pomagania mu w utrzymaniu równowagi w chodzeniu na wąskich powierzchniach sygnalizuje również nastrój zwierzęcia. Ogon ustawiony na wprost oznacza, że kot jest spokojny. Ogon uniesiony pionowo do góry oznacza chęć kota do zabawy. Gdy zwierzę macha ogonem, oznacza to, że jest zdenerwowane, czyli inaczej niż jest to w przypadku psa. Machanie końcem ogona oznacza zainteresowanie, a jeżeli kot stoi przy tym na ugiętych łapkach – podniecenie, kiedy kot ma lekko najeżone włosy na karku i napuszony ogon jest poważnie zaniepokojony lub zdenerwowany sytuacją. Będąc rozdrażnionym może zaatakować innego osobnika.
Kot uwielbia pogoń za szybko poruszającymi się przedmiotami i wchodzenie na drzewa, z których jednak z trudem schodzi. Świetnie też potrafi bawić się sam. Z braku gryzoni (np. w mieszkaniu, w mieście), aby zaspokoić swój instynkt łowiecki, poluje na owady, zwłaszcza latające.

### Zachowania społeczne

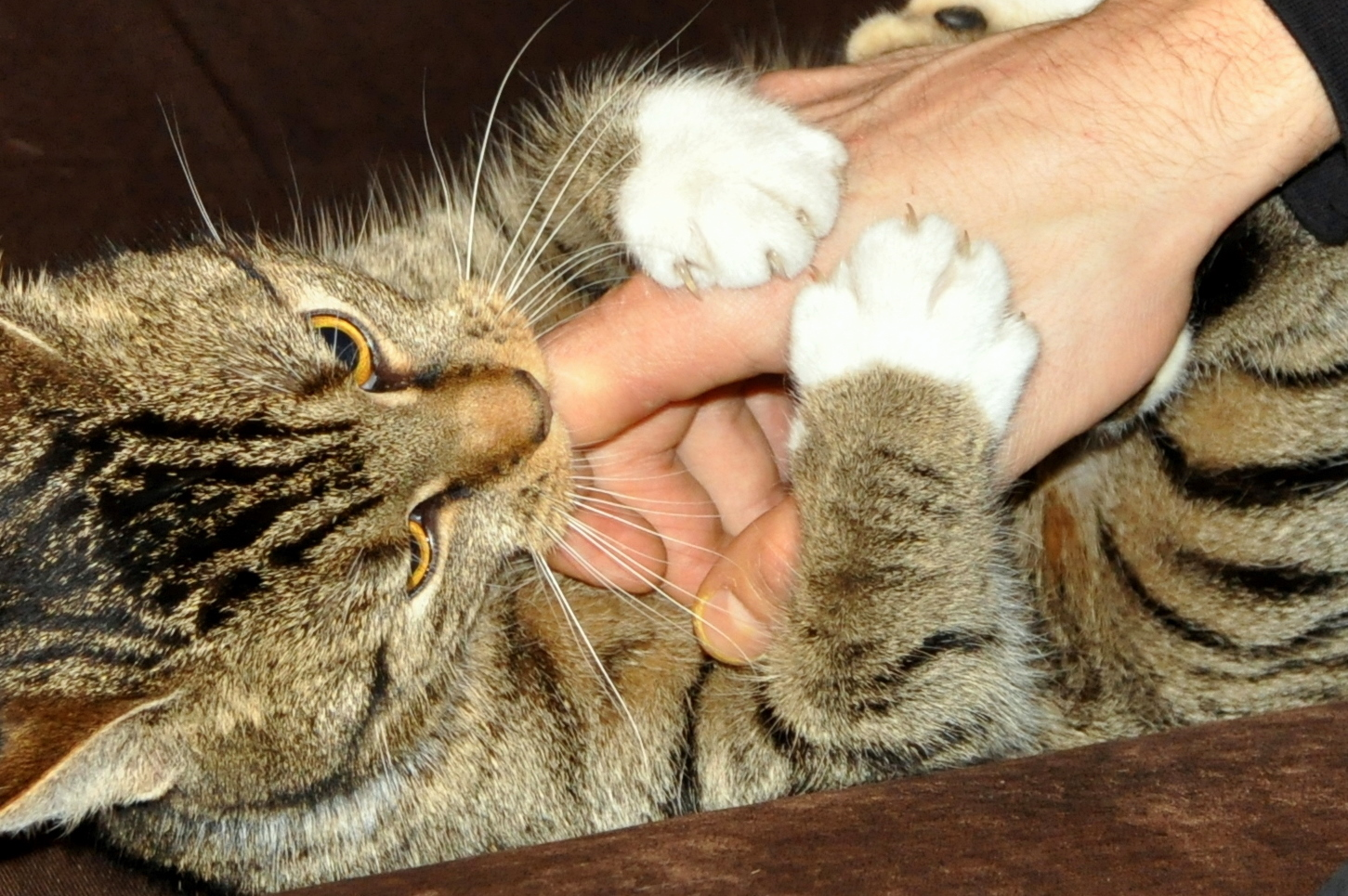
Zabawa z młodym kotem może zakończyć się podrapaniem

Koty są często opisywane jako zwierzęta samotne. W rzeczywistości jednak są z natury towarzyskie – socjalne. Mają słabo rozwinięty instynkt stadny; oznacza to, że w stanie bezdomnym same dbają o swoje podstawowe potrzeby (bezpieczeństwo, pożywienie) jednak wymagają pomocy człowieka. Bezdomne koty domowe żyją najczęściej w koloniach, lecz nie tworzą stada, gdyż każdy osobnik dba sam o siebie. Starsze zwierzęta niekiedy wykazują agresję wobec młodych.
Relacja pomiędzy ludźmi a kotami domowymi przez tysiące lat nabrała cech symbiozy. Koty dostrzegają różnice gatunków i wiedzą, że ich opiekunowie nie są kotami. Potwierdza to różnica między językiem ciała używanym przez kota w kontaktach z ludźmi a tym używanym wobec przedstawicieli swojego gatunku. Niektórzy zoologowie uważają, że kot traktuje opiekuna jak zastępczą matkę, pozostając w stanie „przedłużonego dzieciństwa”.
Kot nie znosi złego traktowania i jest pod tym względem bardzo pamiętliwy. Dobrze traktowany, przywiązuje się do swego właściciela i na swój powściągliwy sposób okazuje mu przyjazne uczucia (wybiega na spotkanie, wychodzi na spacery, towarzyszy przy pracy, domaga się głaskania itp.). Niektóre koty można nauczyć prostych sztuczek, np. „proszenia” o jedzenie lub aportowania. 

### Higiena

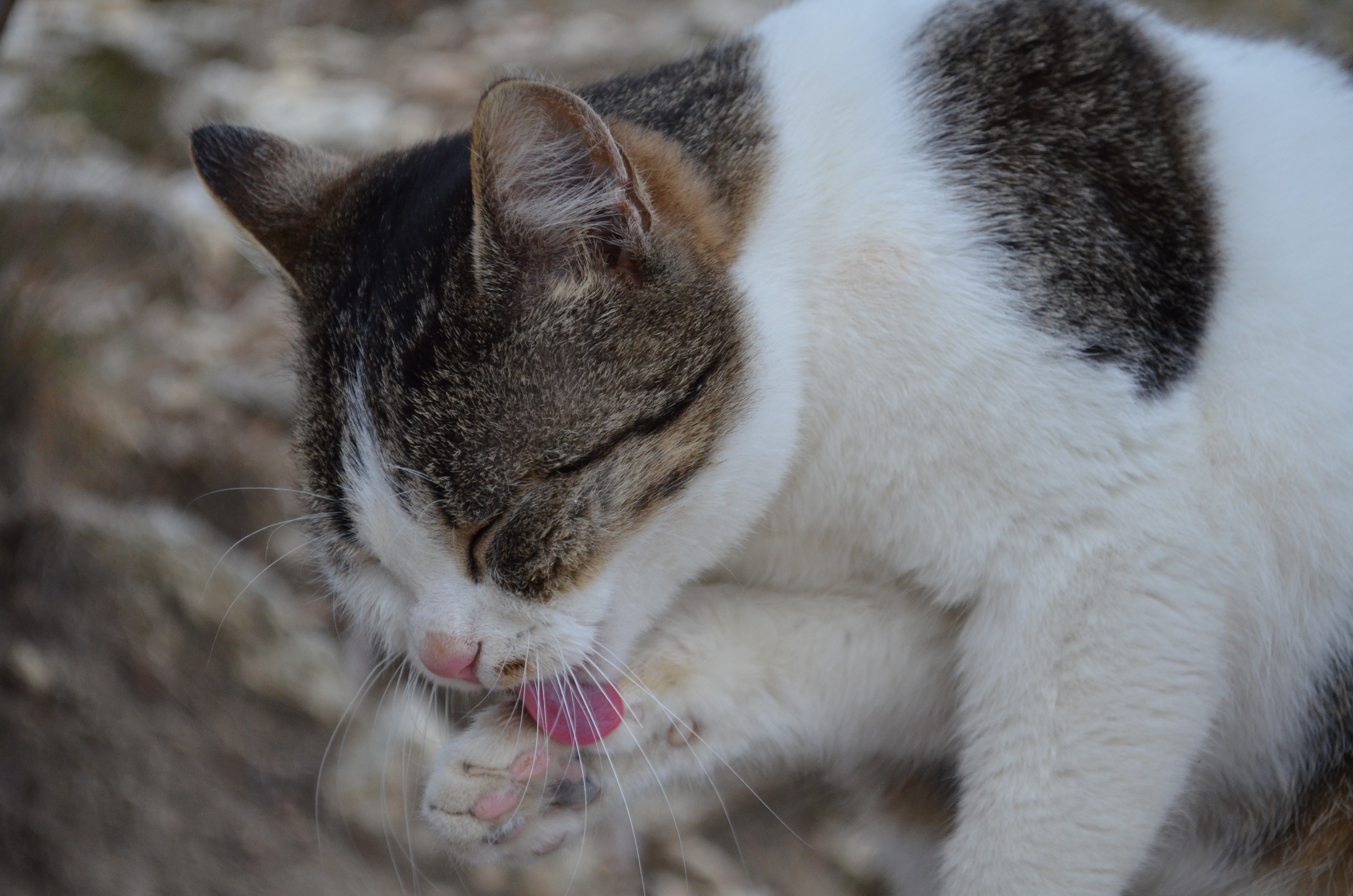
Kot zwilżający śliną łapę

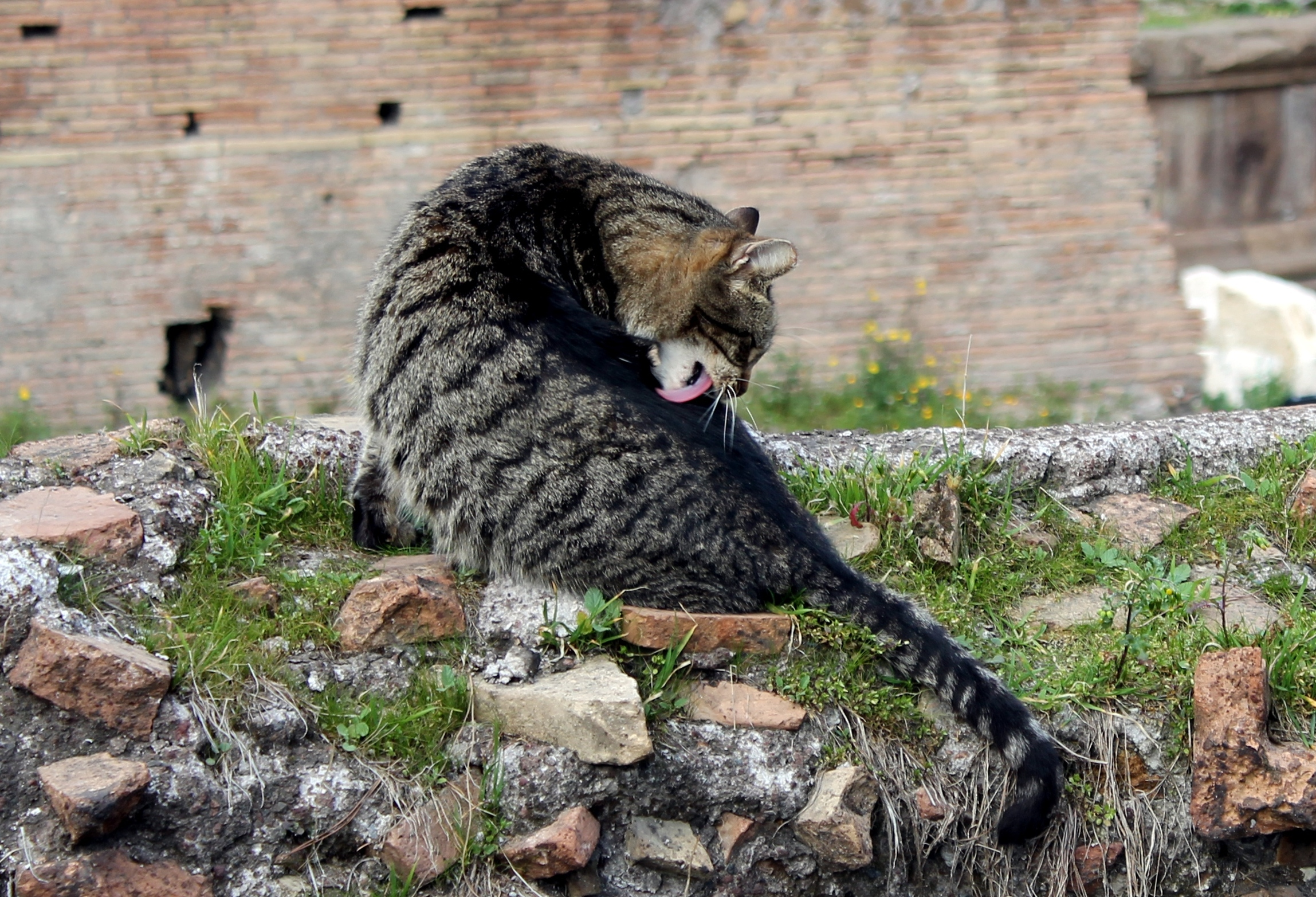
Kot liżący grzbiet

Koty nie używają, tak jak inne zwierzęta, jakichkolwiek zbiorników wodnych do mycia się. Czyszczą swoje futro kilkakrotnie w ciągu dnia, liżąc sierść, a tam gdzie nie sięgają językiem – zwilżoną językiem łapą, wycierają dokładnie całe ciało. Język kota jest szorstki (ma wiele małych „haczyków”, tzw. zębów rogowych języka), przez co skutecznie wygładza sierść, usuwa brud z futra i obumarłe włosy. Połykanie włosów w trakcie higieny może prowadzić do zakłaczenia, czyli powstawania pilobezoarów (zwanych także wypluwkami lub potocznie kłaczkami). W usunięciu zakłaczenia pomaga kotu jedzenie trawy oraz niektórych rodzajów surowego mięsa, dzięki czemu jego układ trawienny działa lepiej i nie jest zanieczyszczony.

### Karma[30]
W zależności od wieku kota, jego stanu, temperatury, trzeba dostosować karmę.

### Aplikacje dla kota i zabawa[30]
Zabawa jest bardzo ważna dla kota, pozwala to na zachowanie więzi z właścicielem. W ostatnich czasach można znaleźć aplikacje, zapewniające kotu zabawę. Zazwyczaj na ekranie pokazuje się wtedy myszka, którą kot za wszelką cenę chce złapać. Można również stosować bezpieczne lasery, gdyż niektóre mogą spowodować krzywdę. W sprzedaży znajduje się jeszcze wiele innych zabawek dla kota. Najsłynniejszą zabawką jest kłębek wełny, ale nie jest to w pełni bezpieczne; najlepiej stosować tę zabawkę jedynie, gdy właściciel jest w pobliżu. Nie zaleca się używania rąk do zabawy; nawet jeśli kot jest ostrożny, to w przypływie emocji może ugryźć lub podrapać. Poza tym można również włożyć kocimiętkę do uszytej myszki. Wszystkie wymienione tu metody rozbudzają instynkt łowcy u kota.

### Kuweta[30]
Koty zazwyczaj szybko uczą się korzystać z kuwety. Najważniejsze jest, aby była czysta oraz żeby żwir był świeży. Zaobserwowano, że kuweta pachnąca kocim moczem, zniechęca zwierzę do korzystania z niego. Wyróżnia się trzy typy żwiru do kuwety. Są to:
- silikonowy – lekki i łatwy w transporcie
- bentonitowy – tworzy grudki w zetknięciu z kocim moczem
- drewniany – pachnie i wygląda jak trociny

### Kot domowy a przyroda, bioróżnorodność
Kot domowy jest zwierzęciem udomowionym, tym samym naturalnym terenem na którym przebywa i żyć powinien są miejsca zamieszkania człowieka. Mimo tego w Polsce jest to zwierzę masowo wypuszczane bez nadzoru poza siedzibę ludzką na wsiach, jak i w miastach. Człowiek puszczając kota bez nadzoru odpowiada rocznie za śmierć 583,4 miliona ssaków, i nawet do 135,7 miliona ptaków na terenach wiejskich. Nie wliczono do tej liczby upolowanych płazów oraz gadów. Nie wliczono także danych z terenów miejskich. Na podstawie badań opublikowanych w 2013 roku oszacowano, że rocznie w USA koty domowe zabijają 1,3–4,0 miliarda ptaków oraz 6,3–22,3 miliarda ssaków. Ze względu na wysoką liczbę kocich ofiar oraz bezpieczeństwa kota, nie rekomenduje się wypuszczania kotów bez nadzoru.
Negatywny wpływ kota domowego na dzikie zwierzęta może przybrać również bardziej pośrednie formy. Zaobserwowano, że obecność modelu kota w pobliżu gniazd kosów w okresie lęgowym istotnie wpływała na zachowanie ptaków: zwiększała częstość wydawania głosu ostrzegawczego, a także zmniejszała czas, jaki rodzice spędzali na opiekę nad gniazdem, co spowodowało zmniejszenie ilości dostarczanego pisklętom pokarmu. Ponadto, gniazda ptaków były bardziej narażone na atak ze strony drapieżników (przede wszystkim innych ptaków), gdy ustawiano w ich pobliżu model kota. Kot domowy jako jeden z żywicieli ostatecznych pierwotniaka Toxoplasma gondii przyczynia się również do zwiększonej transmisji toksoplazmozy wśród dzikich zwierząt.
Skuteczność kota domowego w walce z plagą myszy i szczurów jest niewielka. Podstawową metodą redukcji niepożądanych gryzoni przez człowieka jest ograniczenie dostępu do pożywienia i wspierania gatunków naturalnie polujących na gryzonie. Obecność kota jedynie powoduje u gryzoni zmiany schematów poruszania się, jednak nie likwiduje problemu dla człowieka.

## Rasy kota domowego

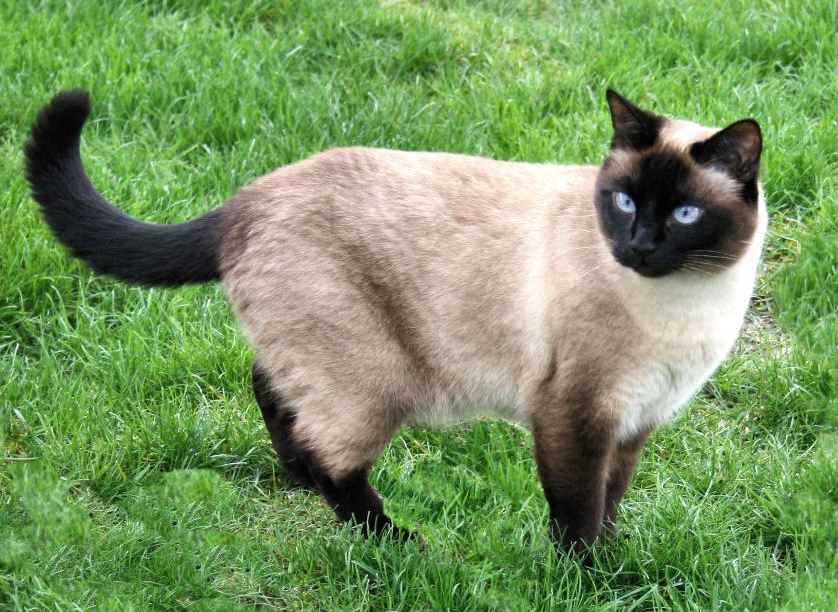
Kot syjamski – jedna z ras kotów

Występuje około stu ras kota domowego; występują zarówno nagie sfinksy, jak i długowłose persy. Różne organizacje felinologiczne uznają różne rasy (standardy ras różnych organizacji również mogą być inne). W Polsce najczęściej spotyka się z rasami uznanymi przez FIFe oraz Polski Związek Felinologiczny. Ogólnie na świecie za koty rasowe uznaje się te, które posiadają rodowód wystawiony przez jedną z dziewięciu organizacji należących do World Cat Congress. Większość z nich wyróżnia cztery kategorie.

## Kot w kulturze

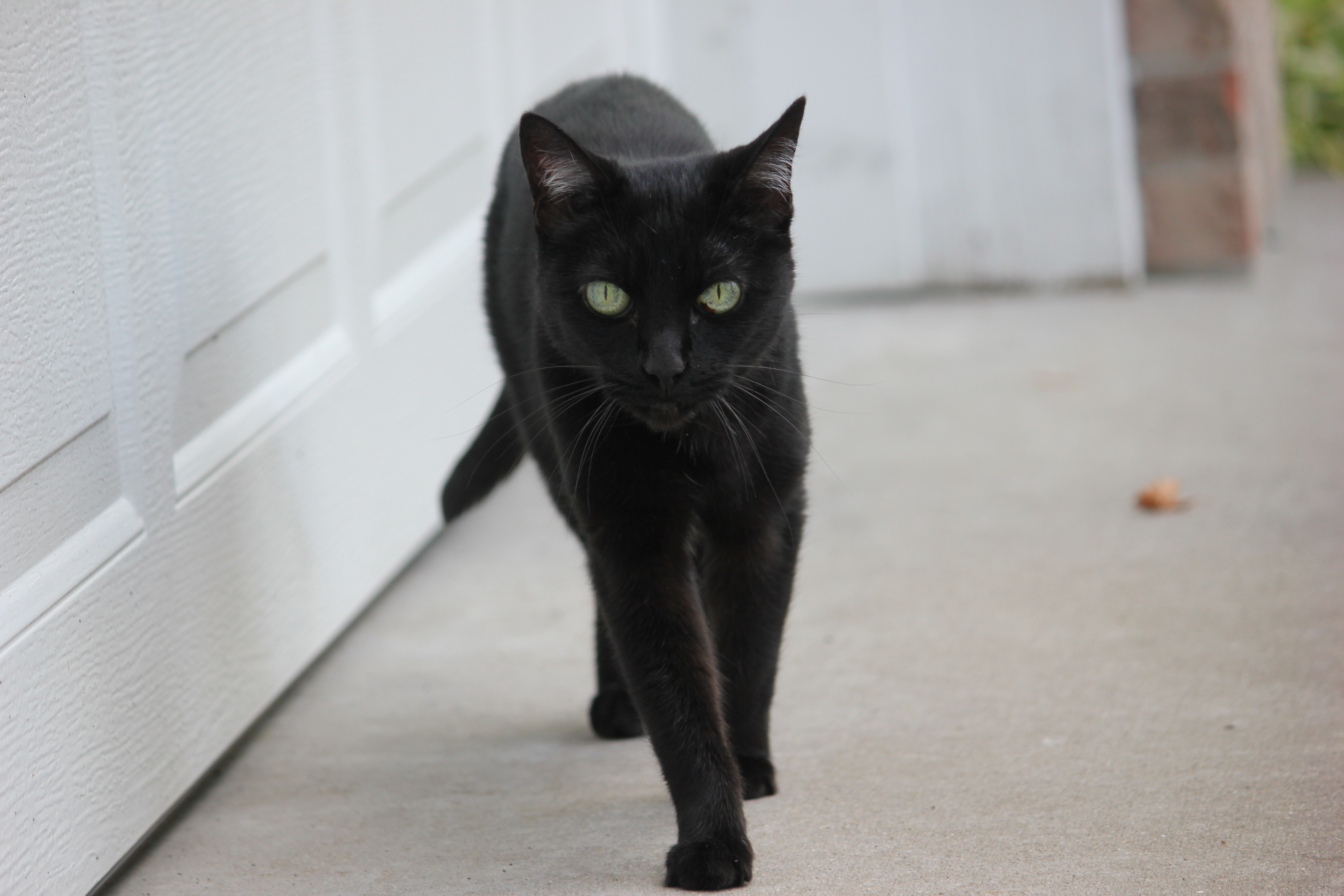
Czarny kot

W Japonii uważano je za wcielenie demonów (zob. bakeneko). W chrześcijańskiej, średniowiecznej Europie czarne koty kojarzono niekiedy z czarownicami (zob. chowaniec), ślad tych przesądów pozostał do dzisiaj w powiedzeniu o pechu przynoszonym przez czarnego kota. Charakterystyczną duńską tradycją związaną z irlandzkim świętem Fastelavn jest „zabawa w kota w beczce” – ostatni przypadek wykorzystania żywego zwierzęcia zanotowano około 1880 roku w Reersø.
We współczesnej kulturze zachodniej kot to uosobienie niezależności i tajemniczości. Jednym z najbardziej znanych współczesnych dzieł nawiązujących do kotów jest musical Andrew Lloyda Webbera Koty.
W Japonii popularną maskotką jest maneki-neko, czyli figurka kota z podniesioną łapką w geście zaproszenia, widniejąca przy wejściu do domów, biur, sklepów i restauracji, co ma zapewnić m.in. powodzenie w interesach.
17 lutego obchodzony jest jako Światowy Dzień Kota. W Polsce święto to jest obchodzone od 2006 roku.

### Kot w literaturze

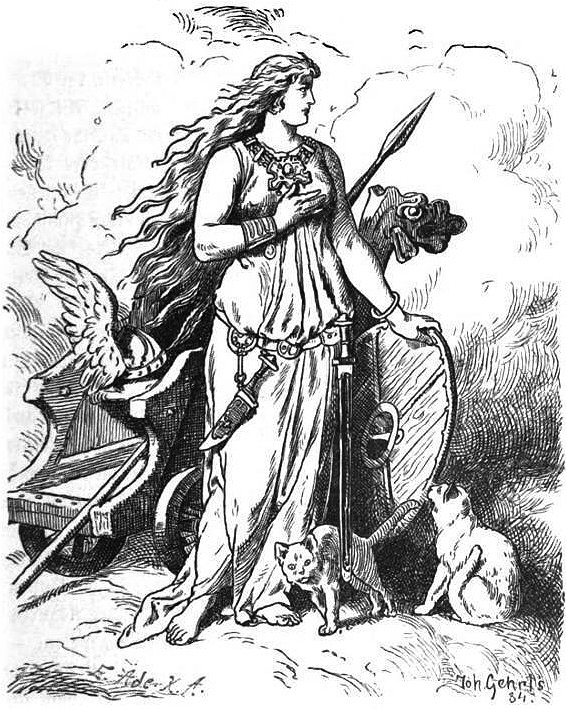
Freja i jej koty

- W baśni Kot w butach (1697) Charles Perrault przedstawił sprytnego kocura, który zdobył dla swojego opiekuna nie tylko majątek, ale również rękę księżniczki.
- Na początku XIX stulecia pisarze tacy jak Ernst Theodor Amadeus Hoffmann, Victor Hugo, Honoré de Balzac czy Charles Baudelaire publikowali opowiadania o swoich kotach.
- W Alicji w Krainie Czarów (1865) Lewisa Carrolla jedną z postaci jest Kot z Cheshire, który ciągle znika i pojawia się.
- Rudyard Kipling w zbiorze Takie sobie bajeczki (ang. Just So Stories, 1902), zamieścił m.in. opowiadanie O kocie, który chadzał własnymi drogami.
- Andrew Lloyd Webber napisał musical Koty (1978-79) w oparciu o zbiór wierszy Wiersze o kotach (ang. Old Possum’s Book of Practical Cats) autorstwa T.S. Eliota.
- Lilian Jackson Braun stworzyła serię kryminałów zatytułowanych Kot, który... (ang. The cat who...), opowiadających o detektywie i jego przyjaciołach-współpracownikach: dwóch inteligentnych kotach syjamskich.
- Michaił Bułhakow w powieści Mistrz i Małgorzata (1966-67) stworzył postać demona Behemota – pazia, który pod postacią wielkiego czarnego kocura, chodzącego na dwóch łapach i mówiącego ludzkim głosem, służył w świcie szatana.
- Andrzej Sapkowski, jako ogromny wielbiciel kotów, wielokrotnie wprowadzał je do swoich utworów (np. w opowiadaniu Muzykanci ze zbioru Coś się kończy, coś się zaczyna).
- W powieści Neila Gaimana pt. Koralina występuje w roli drugoplanowego bohatera kot, który pomaga Koralinie zwyciężyć złą Wiedźmę i przedostać się z powrotem do normalnego świata.
- Stephen Baker („Jak żyć z neurotycznym kotem” 1985) w żartobliwy sposób wyjaśnił w jaki sposób należy postępować z kotem.
- Terry Pratchett napisał książkę o tym jak rozpoznać prawdziwego kota („Kot w stanie czystym”).
- Gwen Cooper opisała przyjaźń ze ślepym kotem w powieści „Odyseja kota imieniem Homer” wydana przez Prószyński i S-ka w 2010 r.
- Vicki Myron w książce „Dewey: wielki kot w małym mieście” opisuje losy kota podrzuconego do biblioteki w Spencer, w USA.
- Noblistka z 2007 roku Doris Lessing w minipowieści „O kotach” (On Cats) przedstawia autentyczne relacje między kotami i ludźmi na podstawie własnych przeżyć i obserwacji, ze szczególnym zwróceniem uwagi na psychikę i zachowanie kotów.
- Wisława Szymborska napisała po śmierci partnera Kornela Filipowicza wiersz „Kot w pustym mieszkaniu”.
- Howard Phillips Lovecraft napisał kilka opowiadań, w których ważną rolę odgrywają koty, jak na przykład Koty Ultharu[42].
- Simon Tofield stworzył kreskówki, w których głównym bohaterem jest sprytny Kot Simona. Na ich podstawie powstało kilka książek.
- Ernst Theodor Wilhelm Hoffmann – „Kota Mruczysława poglądy na życie” (niem. Lebens-Ansichten des Katers Murr).
- Anglik James Bowen, uliczny muzyk z Londynu, walczący z uzależnieniem od heroiny, zaopiekował się bezdomnym kotem i dzięki niemu, czując się odpowiedzialny za kociego przyjaciela, definitywnie wyszedł z nałogu. Jego książka Kot Bob i ja opisująca ich historię stała się bestsellerem oraz podstawą filmu o tym samym tytule[43], a Bowen napisał kilka dalszych jej części.
- Ursula K. LeGuin – „Kotolotki” cykl krótkich opowiadań dla dzieci, którego bohaterami są hybrydy kota i gołębia.

## Kot w sztuce kulinarnej
- W czterech kantonach szwajcarskich do dziś z kociego mięsa przygotowuje się potrawy bożonarodzeniowe[44].
- Potrawy z kotów są tradycyjnie spożywane w Chinach[45]. W latach 90. XX wieku potrawy z kota stały się popularne w kuchni wietnamskiej[46].